# Ernst Sauer (Bildhauer)

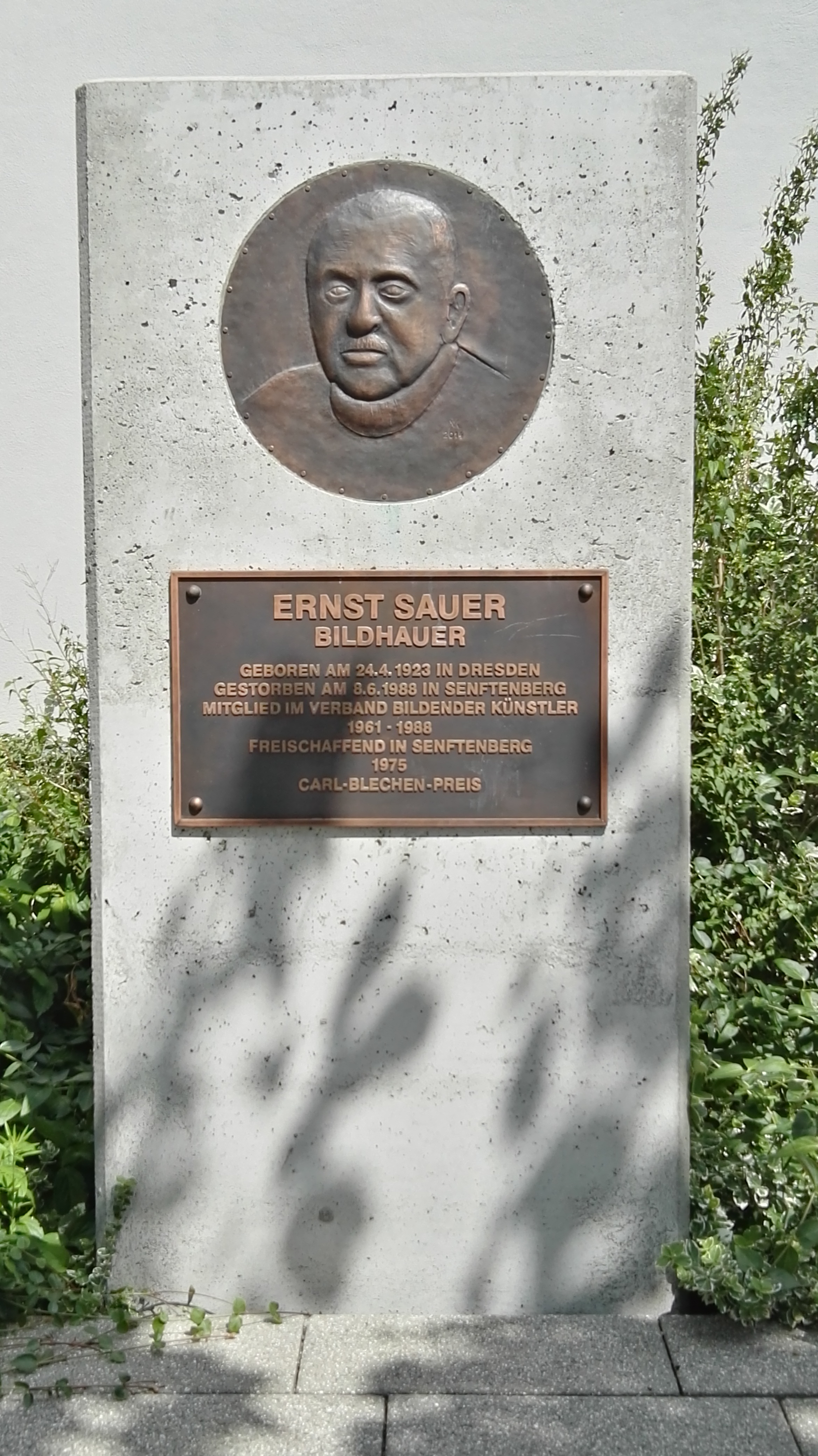
Gedenkstein für Ernst Sauer in Senftenberg auf dem nach ihm benannten Platz

Ernst Sauer (* 24. April 1923 in Dresden; † 8. Juni 1988 in Senftenberg) war ein deutscher Bildhauer.

## Leben
Sauer wuchs in Meißen auf und ging auch dort in die Grundschule. Anschließend absolvierte er von 1936 bis 1940 in Meißen eine Lehre als Keramikmodellierer. Dann wurde er zur Wehrmacht eingezogen und nahm er ab 1941 am Zweiten Weltkrieg teil. 1949 kam er aus der sowjetischen Kriegsgefangenschaft zurück, und er arbeitete bis 1950 als Gebrauchswerber. 1951/1952 war er Lehrausbilder in Meißen. Von 1952 bis 1957 studierte er in der Fachrichtung Plastik bei Walter Arnold und Hans Steger an der Hochschule für Bildende Künste Dresden. Anschließend arbeitete er als freischaffender Bildhauer in Berlin und ab 1961 in Senftenberg. Dort hatte er ab 1972 einen Patenschaftsvertrag mit dem Büro für Städtebau, dem späteren VEB Hauptauftraggeber Komplexer Wohnungsbau Cottbus. Er war Mitglied des Verbands Bildender Künstler der DDR.
In seinen Werken erkennt man vordergründig den Menschen auf der Straße, in seinen Kleinplastiken hat er der fantasievollen Kreativität den Vorzug bei seiner Experimentierfreude gegeben.

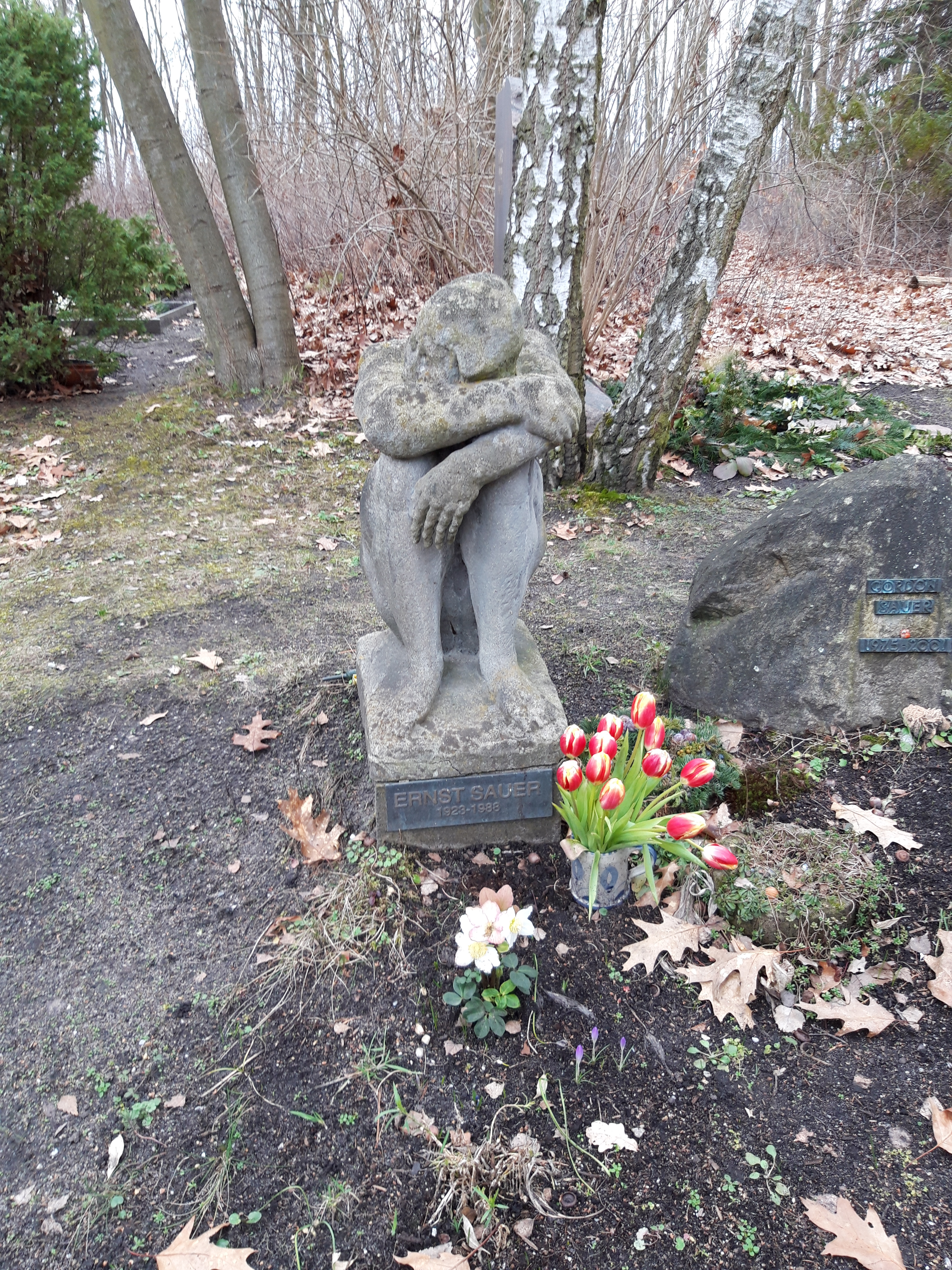
Grabstätte

Er starb nach einer Krebserkrankung und ist auf dem Senftenberger Waldfriedhof neben seiner Ehefrau, der Malerin Hildegard Sauer (1941–2017),  bestattet.
Anlässlich seines 90. Geburtstages wurde ein Platz in Senftenberg nach ihm benannt.

## Werke (Auswahl)

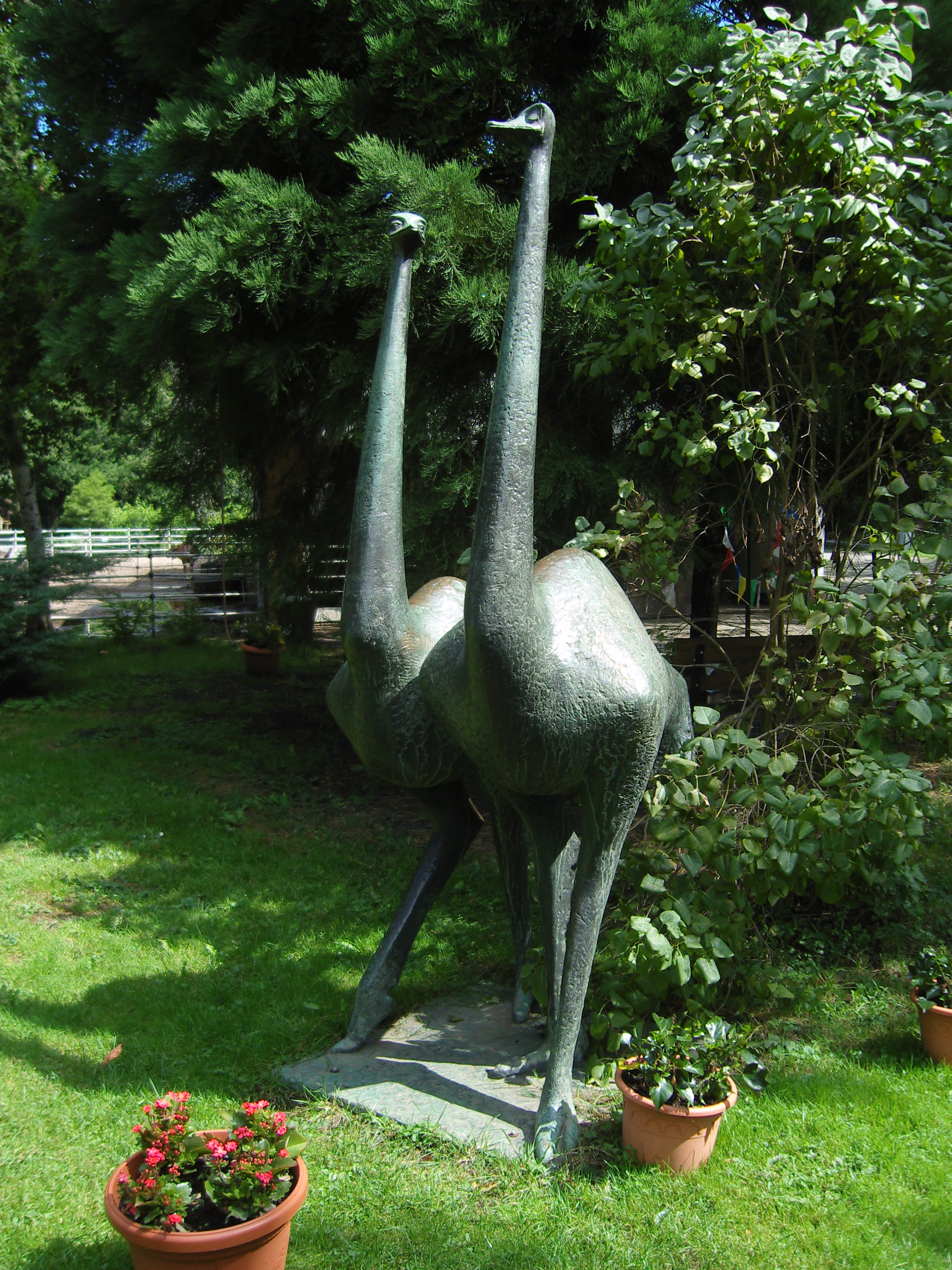
Straußenplastik in Senftenberg

- Berliner Tierpark: Straußenpaar, Pinguinfiguren und Waschbären
- 1962: Mahnmal für die Opfer des Faschismus und Militarismus in Senftenberg
- 1964: Junge Lehrerin für Cottbus[3]
- 1965: Straußenplastik, Tierpark Senftenberg
- 1966: Junge Sportler vor der Senftenberger Schwimmhalle
- 1975: Sandsteinskulptur Familie im Regen in Cottbus
- 1975: Gedenkstätte für die Gefallenen der Roten Armee in Senftenberg
- 1977: Mädchenbrunnen in Calau
- 1977: Plastik Pinguinfamilie in Senftenberg am Tierpark
- 1980/81: Spiele am Wasser, Senftenberger Neumarkt
- 1981: Mutter mit Kind, Galerie am Schloss „Polenzhaus“ Senftenberg[4]
- 1982: Figur Die Badende in Senftenberg
- 1983: Figur Stelzenläufer, Jaques-Duclos-Platz in Cottbus
- Plastiken Mutter mit Kind, Der Liegende und Zwei Sportler seit 1. Juni 2016 im Schulhof der Wandelhofschule in Schwarzheide[5]

## Ausstellungen (unvollständig)
- 1972/1973, 1982/1983 und 1987/1988: Dresden, Kunstausstellungen der DDR

- 1969 bis 1984: Cottbus, fünf Bezirkskunstausstellungen
- 1973: Berlin ("Plastik und Blumen")

- 1975: Wanderausstellung „Kleinplastik und Grafik“

- 1983: Leipzig, Messehaus am Markt („Kunst und Sport“)

- 1986: Cottbus, Staatliche Kunstsammlungen („Bekenntnis und Tat“)
- 2004: Senftenberg, Galerie am Schloss (mit Günther und Margo Wendt und Gerhart Lampa)[6]